# Tempelj Venere Genetrix
Tempelj Venere Genetrix (latinsko: Templum Veneris Genetricis) je uničen tempelj na  Cezarjevem forumu v Rimu, posvečen rimski boginji Veneri Genetrix, ustanovni boginji julijanskega rodbine. Julij Cezar ga je 26. septembra 46 pr. n. št. posvetil boginji.

## Zgodovina
Forum in tempelj sta bila morda načrtovana že leta 54 pred našim štetjem, gradnja pa se je začela kmalu zatem.
Na predvečer bitke pri Farzalu je Cezar zaobljubil tempelj Veneri Victrix. Na koncu se je odločil, da bo tempelj posvetil Veneri Genetrix, materi Eneja in s tem mitski prednici družine Julijcev. Tempelj je bil posvečen 26. septembra 46 pred našim štetjem, zadnji dan Cezarjevega triumfa. Forum in tempelj je na koncu dokončal Oktavijan.
Območje je bilo poškodovano v požar leta 80 našega štetja. Kasneje je Domicijan tempelj obnovil, Trajan pa ga je 12. maja 113 našega štetja obnovil in posvetil. Nato je bil leta 283 našega štetja spet požgan in znova obnovljen, tokrat s strani Dioklecijana. Trije stebri, ki so zdaj vidni, pripadajo tej poznejši rekonstrukciji. Če bi ga še uporabljali do 4. stoletja, bi bil med preganjanjem poganov v poznem rimskem cesarstvu zaprt.

## Struktura in lega
Tempelj se je prvotno naslanjal na sedlo, ki se je držalo Kapitolskega in Kvirinalskega griča.
Tempelj je bil zgrajen iz opeke, obložen z marmorjem, na fasadi pa je imel osem stebrov (oktastil) in tudi na vsaki strani osem stebrov. Stebra sta bila med seboj oddaljena en in pol premera (pycnostyle). Strop templja je bil obokan. V zasnovi templja je bilo nekaj netradicionalnih elementov, kot sta višina podesta, na katerem je stal, in način dostopa do njega.
Dostop do cele je omogočal kroženje skozi bočne oboke, po ozkih stopnicah na obeh straneh, do stopnišča pred templjem, od koder je bilo še nekaj stopnic, ki so segale po širini fasade do nivoja cele.
Postavljen je bil na skrajnem koncu dvorišča, ki ga je obdajall Forum, običajna praksa med Rimljani.

## Okras
Predmeti, ki so jih našli v templju, so bili kip Venere, avtor Arcesilas in kipi Julija Cezarja. Številne grške slike Timomaha iz Ajaksa in Medeje, šest zbirk vgraviranih gem, naprsnik, okrašen z biseri iz Britanije in kontroverzni zlati kip Kleopatre kot boginje Izide, ki je nekoč napolnila tempelj.
Tempelj je bil oblikovan v korintskem redu. To je pomenilo izrezljane letve, kapitele in entablaturo. Ena od letev, oblikovana kot cima, ima izrezljane delfine, školjke in trizobe. Ti posebni simboli se nanašajo na Venero in morje.
Tam so bili trije vodnjaki: eden na sprednji strani fasade in po eden na obeh vogalih templja.
- Detajl kapitelov in ogredja
- Hrbtno, detajl kapitelov in ogredja
- Primer kipa Venus Genitrix (muzej Louvre)